# Mikado (rodiggio)

Schema del rodiggio, orientato da sinistra a destra

Il termine Mikado indica il rodiggio delle locomotive a vapore che hanno un asse anteriore portante, quattro assi motori accoppiati e un asse posteriore portante.
Secondo la vecchia classificazione FS delle locomotive a vapore si tratta del rodiggio 1-4-1 con carrello monoassiale anteriore e posteriore e quattro assi accoppiati motori.
Soprattutto negli Stati Uniti d'America tale configurazione è chiamata Mikado o abbreviata in Mike; questo rodiggio era diffusissimo in Nord America con notevoli esempi anche nell'Europa continentale. In Italia l'esempio più noto è il gruppo 746.
Altre classificazioni equivalenti sono:
- classificazione UIC: 1 D 1
- classificazione Whyte: 2-8-2
- classificazione francese: 141
- classificazione turca: 46
- classificazione svizzera e bavarese: 4/6